# Berghaubenadler
Der Berghaubenadler, Nepalhaubenadler oder Bergadler (Nisaetus nipalensis, Syn.: Spizaetus nipalensis) ist eine Greifvogelart aus der Familie der Habichtartigen (Accipitridae). Dieser mittelgroße, kräftige und sehr agile Adler bewohnt Bergwälder auf dem Indischen Subkontinent, in Südostasien und in Japan, wo er sich von kleinen bis mittelgroßen Wirbeltieren ernährt.
Der weltweite Bestand wird als „Near Threatened (NT)“ = „potenziell gefährdet“ eingestuft.

## Beschreibung

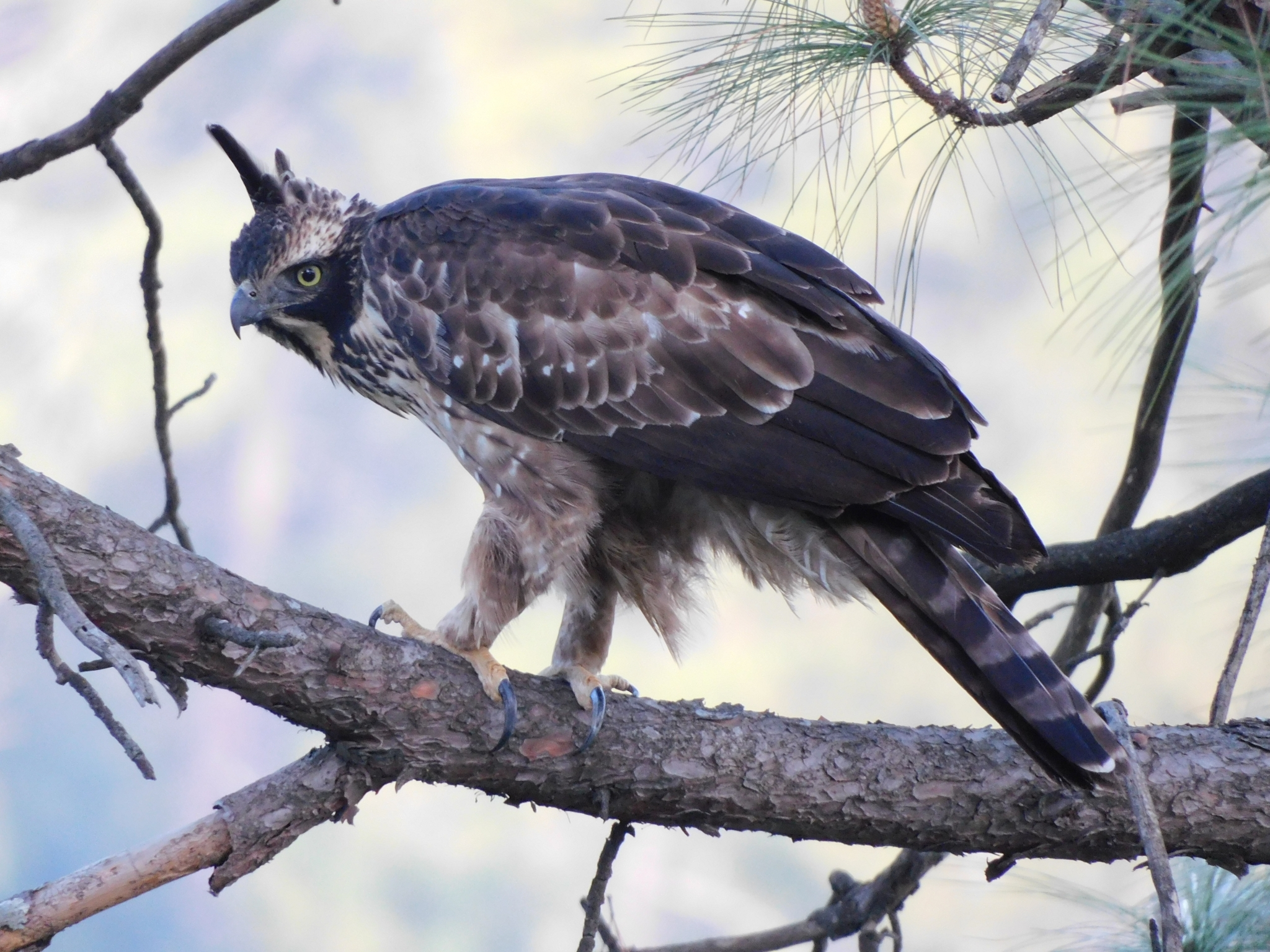
Berghaubenadler

Das äußere Erscheinungsbild des Berghaubenadlers mit den breiten, relativ kurzen Flügeln und dem relativ langen und breit gebänderten Schwanz entspricht eher dem eines großen Vertreters der Gattung Accipiter, als dem eines Vertreters der Aquilinae. Auffallend ist die je nach Unterart deutlich oder schwach ausgebildete Federhaube am Hinterkopf.
Die Körperlänge beträgt 66–84 cm, wovon 26–39 cm auf den Schwanz entfallen. Die Spannweite beträgt 134–175 cm. Weibchen sind im Mittel um 3–8 %, gelegentlich bis zu 21 % größer und wohl deutlich schwerer als Männchen, die Geschlechter unterscheiden sich ansonsten nicht. Weibchen der Nominatform haben eine Flügellänge von 445–508 mm, Männchen erreichen 419–465 mm. Angaben zum Gewicht liegen bisher kaum vor; ein Männchen der Nominatform wog 1,83 kg, ein Weibchen der größten Unterart N. n. orientalis wog 3,5 kg, ein Männchen dieser Unterart 2,5 kg. Die Beine sind relativ lang und wie bei allen Vertretern der Unterfamilie Aquilinae bis zu den Zehen befiedert, die Zehen und Krallen sind sehr groß und kräftig.
Im Flug wirkt die Art sehr breitflügelig, mit nur schwach gefingerten Handschwingen und leicht S-förmigem Hinterrand der Flügel. Der Stoß ist lang und am Ende deutlich gerundet.
Bei adulten Vögeln der Nominatform sind die Oberseiten von Rumpf und Flügeln sowie die Kopfseiten einfarbig dunkelbraun. Der Oberkopf ist schwarz, die zur Haube verlängerten Federn am Hinterkopf sind hellbraun gerandet. Die Kehle zeigt auf weißem Grund einen kräftigen schwarzen Kehlstreifen, der Bartstreif ist ebenfalls schwarz. Der Schwanz und die Schwingen sind oberseits auf braunem Grund breit dunkel gebändert. Der Schwanz zeigt eine breite dunkle Subterminalbinde sowie eine schmale weiße Endbinde.
Die Halsseiten, die Unterseite des Rumpfes, die Unterschwanzdecken, die Beine und die Unterflügeldecken sind auf weißem Grund breit hell rötlich braun gebändert oder geschuppt. Halsseiten, Kehle und Brust sind darüber hinaus variabel mehr oder weniger dicht kräftig schwarz gestrichelt. Schwingen und Schwanz sind unterseits auf hellgrauem Grund deutlich dunkel gebändert. Die Basen der Handschwingen sind deutlich weißlich aufgehellt.
Die Iris ist goldgelb bis orange, Wachshaut und Schnabel sind schwarzgrau. Die Zehen sind blassgelb, die Krallen schwarz.
Das Jugendkleid unterscheidet sich in Färbung und Zeichnung deutlich von dem der Altvögel. Die Oberseiten von Flügeln und Rumpf sind ebenfalls dunkelbraun, alle Deckfedern sind jedoch weißlich gerandet, so dass die Oberseite deutlich heller wirkt. Kopf und Hinterhals sind auf hellbeigem Grund kräftig braun gestrichelt. Die Unterseite des Rumpfes, die Unterschwanzdecken, die Beine und die Unterflügeldecken sind einfarbig gelblich-ockerfarben. Alle Schwingen und Steuerfedern zeigen auf hellgrauem Grund eine enge, dunkle Bänderung, die jedoch feiner und weniger kontrastierend ist als bei den Altvögeln, auch die schwarze Subterminalbinde des Schwanzes ist nur schwach ausgeprägt.
Die Iris der Jungvögel ist blass blaugrau oder blass gelb, die Wachshaut ist blass grau und die Zehen sind wie bei adulten Vögel gelb. Jungvögel zeigen nach der ersten Mauser ein Gemisch aus Jugendkleid und Adultkleid; vermutlich sind sie nach 3 oder 4 Jahren ausgefärbt und nicht mehr von adulten Vögeln zu unterscheiden.

## Lautäußerungen
Häufigste Lautäußerung im Brutrevier ist ein schriller, dreisilbiger Ruf, der mit „kii-kikik“ umschrieben wird und der sowohl im Flug als auch sitzend ertönt. Offenbar nur bei Balzflügen rufen die Tiere schnell gereiht und abgehackt etwa „bibibibibibi“, nicht unähnlich einem Zwergtaucher.

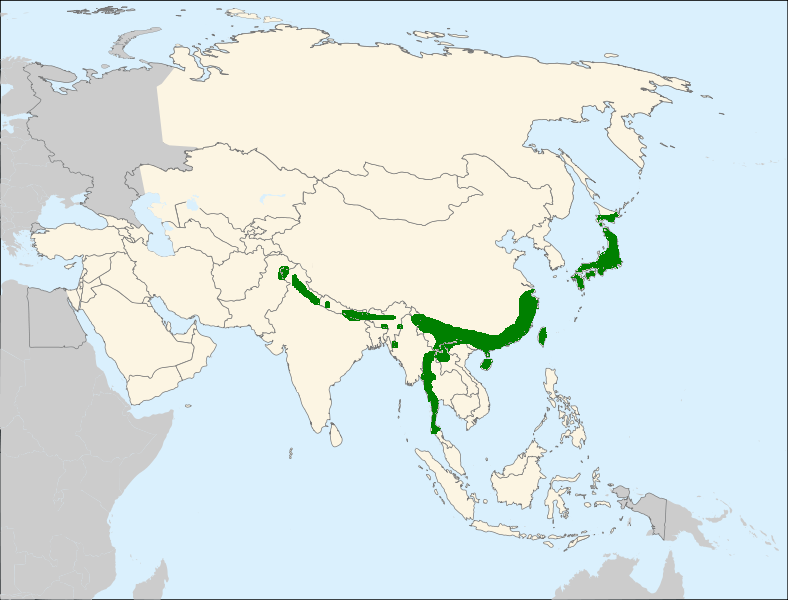
Verbreitung des Berghaubenadlers

## Verbreitung und Lebensraum
Das Verbreitungsgebiet umfasst gebirgige Regionen auf dem Indischen Subkontinent, in Südostasien und in Japan. Ein relativ geschlossen besiedeltes Areal erstreckt sich über eine schmale Zone vom westlichen Himalaya im Osten Pakistans entlang dieses Gebirges bis in den Norden von Assam und nach Bhutan und von dort über Süd- und Ostchina einschließlich Taiwan. Nach Nordosten schließt sich dann das Vorkommen in Japan an. Geographisch isoliert sind Vorkommen in Südostindien und auf Sri Lanka sowie in den Hochländern von Burma und Thailand. Möglicherweise kommt die Art auch im Norden von Laos und von Vietnam vor.
Der Berghaubenadler bewohnt Waldhabitate im Hügelland und in Gebirgen bis zur Baumgrenze, vor allem ursprüngliche immergrüne Wälder und Mischwälder, aber auch Sekundärwald. Die Höhenverbreitung reicht in der chinesischen Provinz Yunnan bis 4000 m, in Südindien und auf Sri Lanka werden jedoch überwiegend Wälder in 600 m bis 1500 m Höhe besiedelt, in Japan meist nur Wälder in Höhen zwischen 250 und 600 m.

## Systematik
Der Berghaubenadler wurde bis vor einigen Jahren zusammen mit den anderen asiatischen Haubenadlern, einer afrikanischen und zwei südamerikanischen Arten in der Gattung Spizaetus vereint (vgl. Artikel Aquilinae). Diese Gattung ist jedoch in dieser Zusammensetzung nach neueren molekulargenetischen Untersuchungen nicht haltbar. Die asiatischen Arten der Gattung bilden hingegen eine gut begründete monophyletische Gruppe und wurden daher in eine eigene Gattung Nisaetus gestellt.
Für den Berghaubenadler werden von Ferguson-Lees und Christie drei Unterarten anerkannt:
- Nisaetus nipalensis nipalensis; die Nominatform besiedelt das gesamte Südostasien ohne Südindien und Sri Lanka
- N. n. kelaarti; Südindien und Sri Lanka; insgesamt blasser und weniger kontrastreich gefärbt als die Nominatform. Flügellänge, Stoß und Tarsometatarsus sind etwas kürzer als bei der Nominatform (Flügellänge von Weibchen 403–473 mm, von Männchen 398–453 mm[1]), aber der Schnabel ist größer und Zehen und Krallen sind länger als bei dieser.[7]
- N. n. orientalis; Japan; ebenfalls deutlich blasser als Nominatform und kürzere Haube als diese; deutlich größer (Flügellänge von Weibchen 500–540 mm, von Männchen 470–518 mm[1]).

Aufgrund morphologischer und molekulargenetischer Untersuchungen wurde 2008 vorgeschlagen, die Unterart N. n. kelaarti als eigene Art abzugrenzen. Dieser Vorschlag wurde 2009 vom International Ornithological Committee übernommen.

## Jagdweise und Ernährung
Die Beute wird offenbar meist nach Art eines Habichts von gedeckten Sitzwarten aus angejagt und vor allem in Bodennähe erbeutet. Die Nahrung besteht überwiegend aus mittelgroßen bodenbewohnenden Säugetieren, zum Beispiel Hasen, und Vögeln wie Kammhühnern, Fasanen, Enten und Haushühnern. Seltener werden Reptilien und ausnahmsweise Fische erbeutet.
Bei einer per Video dauerbeobachteten Brut in der Präfektur Niigata in Japan waren die zum Nest gebrachten Hauptbeutetiere Japanischer Hase (Lepus brachyurus), Japanisches Eichhörnchen (Sciurus lis), Kleiner Japanischer Maulwurf (Mogera imaizumii), Kupferfasan (Syrmaticus soemmerringi), die Greifvögel Amurbussard (Butastur indicus) und Trillersperber (Accipiter gularis), Eichelhäher (Garrulus glandarius) und unbestimmte Schlangen. Diese 8 Arten bzw. Artengruppen machten etwa 80 % der Nahrung aus. Nach Untersuchungen in der Präfektur Mie erbeuten männliche Individuen während der Brut- und Aufzuchtzeit 98 verschiedene Tierarten, weibliche hingegen 44. Letztere bringen verhältnismäßig häufiger Reptilien zum Nest, erstere wiederum kleinere und mittelgroße Vögel sowie Säugetiere. Unter den Säugetieren haben der Japanische Spitzmull (Urotrichus talpoides), der Japanische Maulwurf (Mogera wogura), das Japanische Gleithörnchen (Pteromys momonga) und der Japanische Hase höhere Anteile, bevorzugt erlegte Reptilien sind Kletternattern und Skinke der Gattung Plestiodon.

## Fortpflanzung

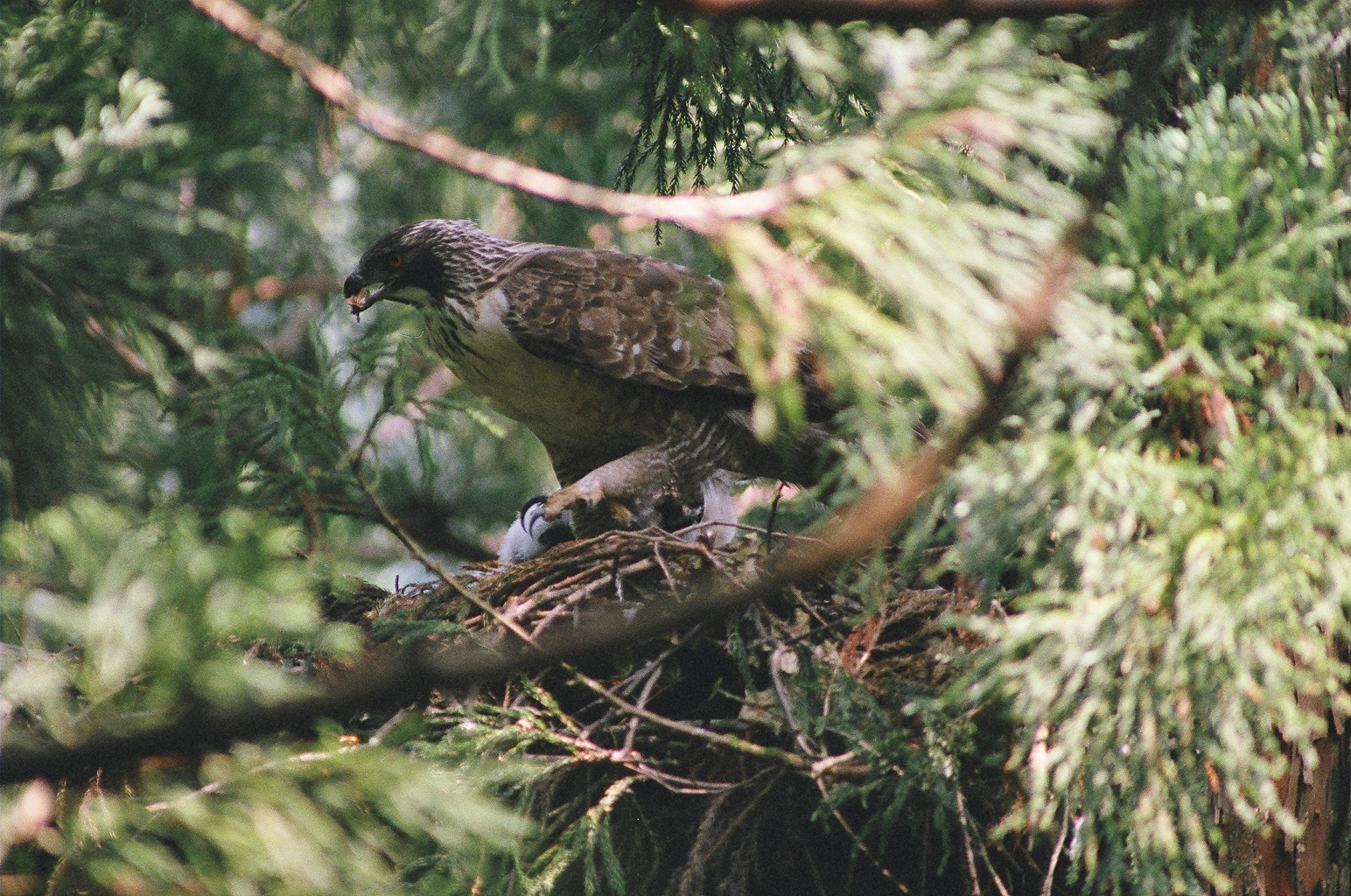
Berghaubenadler in einem Nest

Die Paare scheinen ganzjährig in den Revieren präsent zu sein. Der Beginn der Balz ist unbekannt; der Balzflug besteht aus hohem Kreisen und Wellenflügen über dem Nestbereich, dabei wird intensiv gerufen. Die Nester werden auf großen Bäumen im Wald errichtet, der Nestdurchmesser beträgt bis zu 1,8 m, die Nesthöhe 0,9–1,2 m. Die Nestmulde wird mit grünen Zweigen ausgelegt. Die Eiablage erfolgt im größten Teil des Verbreitungsgebietes ab Ende Januar oder Februar, nur auf Sri Lanka bereits ab Dezember. Das Gelege besteht meist aus ein bis zwei, sehr selten aus drei Eiern. Brutdauer und Nestlingszeit sind unbekannt. Die Jungvögel werden offenbar erst sehr spät selbstständig; bei in Japan untersuchten Brutpaaren verließen die Jungvögel das elterliche Revier erst nach 2 bis 3 Jahren.

## Wanderungen
Regelmäßige Wanderungen sind nicht bekannt. Jungvögel wandern offenbar ungerichtet vom Geburtsort ab. Adulte Berghaubenadler sind Standvögel; zumindest einige Altvögel, die in den Hochlagen der Gebirge brüten, suchen im Winter jedoch offenbar tiefere Lagen auf.

## Bestand und Gefährdung
Die Art wird aufgrund ihres Lebensraumes, ihrer relativ heimlichen Lebensweise und durch Verwechslung mit anderen Arten meist untererfasst. Großflächige Bestandsschätzungen liegen nur für Japan vor, dort wurde der landesweite Bestand 1984 auf 900–1000 Vögel geschätzt. Aufgrund neuerer Untersuchungen wurde der Bestand im Jahr 2004 jedoch mit mindestens 1800 Vögeln angegeben.
Gesicherte Angaben zur Größe des Weltbestandes gibt es nicht. Ferguson-Lees & Christie gingen 2001 von einer Siedlungsdichte von weniger als einem Paar auf 400 km² aus und schätzten den Gesamtbestand auf weniger als 10.000 Vögel. Die IUCN hielt diese Schätzung jedoch damals für viel zu pessimistisch. Insgesamt stufte die IUCN die Art für das Jahr 2004 noch als „Least Concern (LC)“ = „nicht gefährdet“ ein. Die Bestandssituation des Berghaubenadlers wurde 2021 in der Roten Liste gefährdeter Arten der IUCN als „Near Threatened (NT)“ = „potenziell gefährdet“ eingestuft.